# Latta
Latta é uma cidade  localizada no estado norte-americano de Carolina do Sul, no Condado de Dillon.

## Demografia
Segundo o censo norte-americano de 2000, a sua população era de 1410 habitantes.
Em 2006, foi estimada uma população de 1490, um aumento de 80 (5.7%).

## Geografia
De acordo com o United States Census Bureau tem uma área de
2,7 km², dos quais 2,7 km² cobertos por terra e 0,0 km² cobertos por água. Latta localiza-se a aproximadamente 32 m acima do nível do mar.

## Localidades na vizinhança
O diagrama seguinte representa as localidades num raio de 28 km ao redor de Latta.